# Wilken Skurk
Wilken Skurk (* 1966 in Dresden) ist ein zeitgenössischer deutscher Bildhauer; er lebt und arbeitet in Berlin.

## Leben
Wilken Skurk ist in Aschersleben aufgewachsen und hat in Köthen von 1988 bis 1990 als Schmuckgestalter gearbeitet. Im Anschluss daran studierte er von 1991 bis 2001 zunächst an der Humboldt-Universität und dann an der Berliner Universität der Künste (UdK) Bildhauerei bei David Evison. 2001 absolvierte Skurk dort den Meisterschüler und ist seitdem als freischaffender Künstler in Berlin tätig.

## Werk
Seit 1997 experimentiert und arbeitet Wilken Skurk in seinen Werken mit gegossenem Glas und nutzt den Werkstoff Glas meist in Kombination mit anderen Materialien, wie Stahl, Holz und Bronze.
Sowohl in der Wahl seiner Materialien als auch inhaltlich umkreist er das Thema der Beziehung. Seine Darstellungsweise lässt sich als spannungsvoll, konfrontativ und vor allem intuitiv beschreiben.
Skurk verfolgt nicht den traditionellen Weg der Glasverarbeitung, sondern experimentiert mit unkonventionellen Techniken und entwickelt so für sich eine eher grobe, abstrakte Formensprache, die dem traditionell oft dekorativ verarbeiteten Werkstoff entgegensteht.

## Kunst im Öffentlichen Raum
- Morgen geht die Sonne auf, 2010, Gläserne Gärten, Frauenau
- Corner, 2000, Koppenplatz 6, Berlin

## Auszeichnungen und Preise
- 2018: Stipendium für Pilchuck Glass-School, Alexander Tutsek-Stiftung
- 2013: Stipendium Museum of Art, Toledo, USA
- 2006: Alexander Tutsek Preis beim Coburger Glaspreis
- 2004: Jutta Cuny-Franz Erinnerungspreis
- 2003: Bildhauerstipendium Kunsthaus Meinersen
- 2002: Künstlerförderung Berlin Ehrendiplom der Jutta Cuny-Franz Foundation

## Veröffentlichungen
- Coburger Glaspreis, 2022, 232 Seiten, Hardcover
- Das Leichte im Schweren, Berlin 2020, Künstlerkatalog
- Coburger Glaspreis , 2014, 280 Seiten, Hardcover
- Mind the Gap, Berlin 2014, Künstlerkatalog
- Wilken Skurk, ein Bildhauer aus Berlin, Interview mit Clementine Schack von Wittenau
- Glasklar, Festschrift von Helmut Ricke, museum kunst palast, Düsseldorf
- Glastresor, Berlin 2007, Softcover, Galerie B
- Coburger Glaspreis, 2006, 381 Seiten, Hardcover
- Kreisverkehr Meinersen, 2005, Jacob Bach Katalog
- Unzerbrechlich, Berlin 2002, 32 Seiten, Softcover, Galerie sphn

## Sammlungen
- Ernsting Foundation, Coesfeld-Lette
- Kunstsammlungen der Veste Coburg, Coburg
- Alexander Tutsek-Foundation, München
- Glasmuseum Hentrich, Museum Kunstpalast, Düsseldorf
- Glasmuseum Frauenau, Frauenau
- Musée du Verre, Sars-Poteries (Frankreich)

## Einzelausstellungen (Auswahl)
- 2023: Inside Outside, Galerie Hühsam, Offenbach
- 2022: the secret of the secret-sculptures and paintings, Galerie lorch und seidel contemporary, Berlin
- 2017: Das Leichte im Schweren, Galerie lorch und seidel contemporary, Berlin
- 2009: Incantato , Galerie Rossella Junck, Berlin

- 2007: Galerie B, Baden-Baden
- 2006: Galerie Kunstbahnhof, Dresden
- 2005: Galerie Jacob Bach, Düsseldorf (Katalog)
- 2004: Galerie Bongartz, Hannover
- 2003: Galerie sphn, Berlin (Katalog)

## Gruppenausstellungen (Auswahl)
- 2022: Kunst in der Bastion VII, Torgau
- 2021: Selected Works, Galerie lorch und seidel contemporary, temporary showroom, Berlin
- 2018: Schafhof, Europäisches Künstlerhaus Oberbayern, Freising
- 2015: WHY GLASS , Lorch und Seidel contemporary, Berlin
- 2014: That`s What I Want, Lorch und Seidel contemporary, Berlin
- 2012: Wasserschloss Klaffenbach, Chemnitz
- 2011: From The Nipple to the Bottle, New Glass Art& Photography, Berlin
- 2010: Neues Rathaus, Deutsch-Tschechische Freundschaft, Weiden
- 2009: Kultursalon, Hyatt Regency Mainz, Mainz
- 2008: Bornholms Kunstmuseum, Dänemark
- 2007: Galerie Rossella Junck, Berlin/Venedig
- 2006: Galerie Breitengraser, Berlin
- 2005: Kunstverein Mainz
- 2002: Stockholm Art Fair
- 2001: National Garden, Athens